# Movistar
Movistar là một nhà mạng do Telefónica Móviles sở hữu. Movistar được điều hành tại Tây Ban Nha và rất nhiều các quốc gia Mỹ Latinh. Rất nhiều các mạng lưới Movistar được mua lại từ BellSouth.
Tên Movistar được sử dụng tại Tây Ban Nha kể từ khi khởi công dịch vụ GSM vào năm 1995. Sau khi mua lại nhà mạng BellSouth ở Nam Mỹ, tên này ảnh hưởng trên toàn thế giới kể từ ngày 5 tháng 4 năm 2005.
Sau khi mua O2 năm 2005 bởi Telefónica S.A., công ty thông báo rằng O2 sẽ vẫn được sử dụng tại Vương quốc Anh, Đức và Cộng hòa Ireland, như một nhãn hiệu được tách ra với ủy ban và ban điều hành riêng. Eurotel ở Cộng hòa Séc đổi nhãn hiệu này thành Telefónica O2 Czech Republic, để phủ nhận Telefónica Móvistar.
Movistar là nhà mạng lớn nhất tại Tây Ban Nha với hơn 22 triệu khách hàng và có độ phủ sóng rộng nhất Tây Ban Nha. Movistar cung cấp dịch vụ mạng GSM 900/1800 MHz (2G), UMTS 2100 MHz (3G) và HSDPA (3.5G).
Các đối thủ cạnh tranh quan trọng của Movistar ở Mỹ Latinh là America Movil, tiếp cận thị trường dưới các tên: Claro, Telcel, Porta và Comcel

## Các quốc gia mà Telefónica Móviles điều hành mạng viễn thông mang nhãn hiệu Movistar
- Argentina (trước là Telefónica Unifón và Movicom BellSouth)
- Chile (trước là Telefónica Móvil và BellSouth)
- Colombia (trước là BellSouth)
- Ecuador (trước là BellSouth)
- El Salvador (trước là Telefónica Móviles hay Telefonica MoviStar)
- Guatemala (trước là Telefónica MoviStar và BellSouth)
- México (trước là Cedetel, Bajacel, Movitel, Norcel và Pegaso)
- Nicaragua (trước là BellSouth)
- Panama (trước là BellSouth)
- Peru (trước là Telefónica Móviles và BellSouth)
- Tây Ban Nha (trước là Telefónica MoviStar)
- Uruguay (trước là Movicom)
- Venezuela (trước là Telcel Bellsouth)

## Quốc gia mà  Telefónica Móviles có mạng lưới mang tên nhãn hiệu khác
- Brasil (trước là Movistar ở một số nơi, giờ mang tên Vivo liên doanh với Portugal Telecom)
- Maroc (mang nhãn hiệu Meditel Telecom) là nhãn hiệu liên doanh với Portugal Telecom, BMCE Bank và một số khác

## Quốc gia mà Telefónica có mạng lưới mang tên nhãn hiệu khác
- Cộng hòa Czech (mang tên O2)
- Slovakia (mang tên O2)
- Đức (mang tên O2)
- Cộng hòa Ireland (mang tên O2)
- Vương quốc Anh (mang tên O2)
- Đảo Man (mang tên Manx Telecom)

## Điện thoại băng rộng
:
- HSDPA: ZTE MF620 và Huawei E220.
- HSUPA: Novatel MC950D và Huawei E270.